# Weidegang

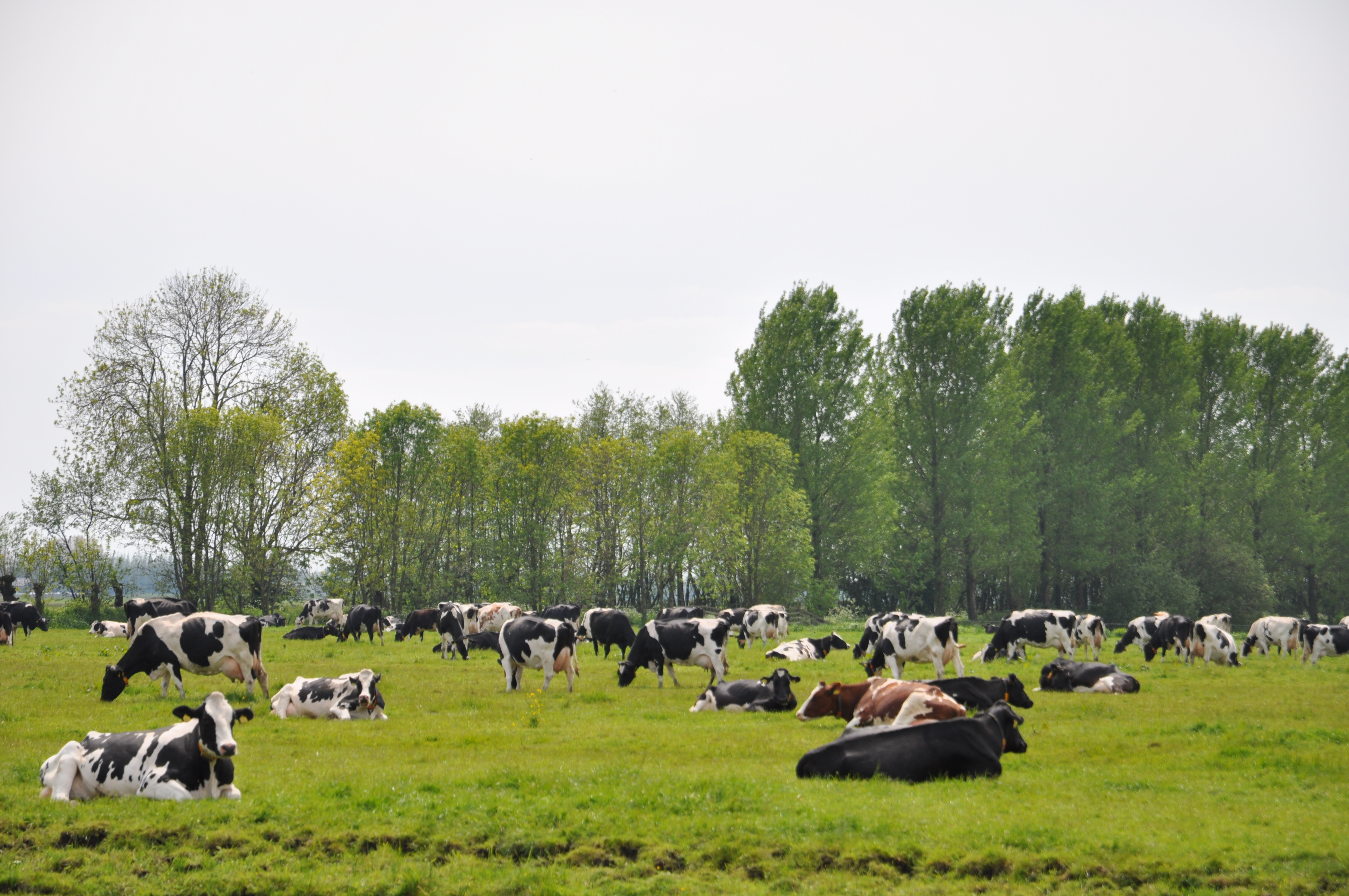
Weidegang bij Oudewater in 2012

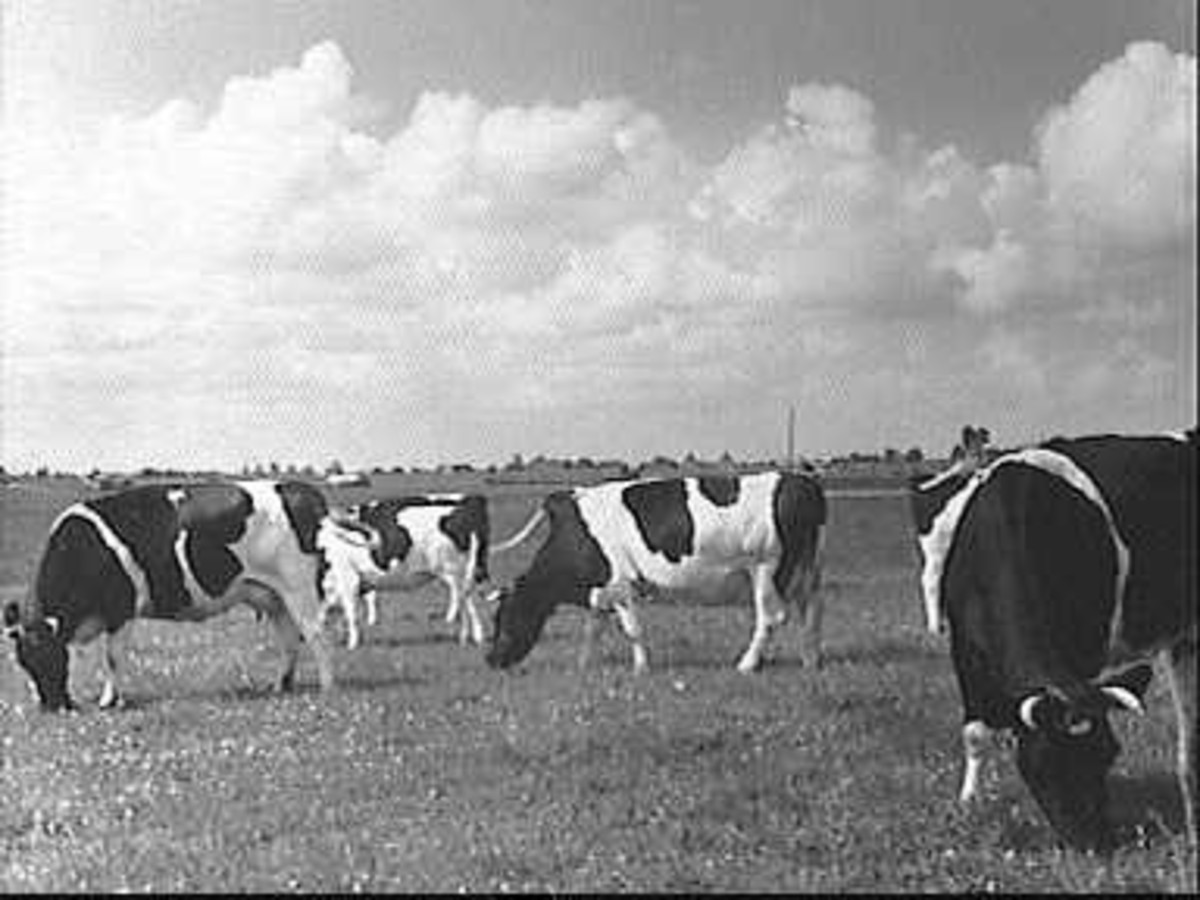
Weidegang in 1955 in Nederland

Weidegang of ook wel beweiding is het begrip dat in Nederland gebruikt wordt voor het laten begrazen door koeien van graslanden in de melkveehouderij. Gras is het belangrijkste onderdeel van het menu van de koe. Koeien die geweid worden grazen het gras zelf, dit in tegenstelling tot het voeren van gras, kuilgras of hooi op stal. Koeien die in het voorjaar voor het eerst naar buiten gaan zijn meestal erg enthousiast. De koeiendans, een term die Wakker Dier introduceerde, is al zeker per 2012 een ware happening waar veel publiek op af komt. Boeren geven zelfs een waarschuwing op hun site of een speciaal daarvoor bestemde site zodra ze weten wanneer hun koeien voor het eerst de wei in zullen gaan, zodat mensen weten wanneer ze kunnen komen om te kijken.
Weidegang was lang een integraal onderdeel van de melkveehouderij. Op nagenoeg alle duurzaamheidsaspecten heeft het invloed: milieu, economie, ruwvoerproductie, diergezondheid, maatschappij. De invloed van weidegang op elk van deze aspecten is niet enkel positief of negatief, maar geeft een genuanceerd totaalbeeld. Op basis van dit totaalbeeld is het aan de melkveehouder om af te wegen om wel of geen weidegang toe te passen. Het monitoren van de koe is gemakkelijker in een stal. Ook het reguleren van de melkproductie is meer gestandaardiseerd. Bij een gunstige verkaveling van de gronden in een gebied kan weidegang economisch gunstiger uitpakken. Tevens is voor het publiek weidegang iets dat zeer gewaardeerd wordt boven het zien van enorme stallen en lege weilanden.
Weidegang is door de kritiek van publiek en politiek op de intensieve veehouderij steeds prominenter op de agenda van verwerkers en verkopers van melk komen te staan. In 2012 ondertekende de sector een convenant waarin het doel werd gesteld dat minstens 81,2% van de melkveebedrijven weidegang toepast. Op weidegang werd door de melkfabrieken een premie gesteld. Na een daling in 2013 en 2014 is het vanaf 2015 gelukt, door inspanningen van melkveehouders en anderen de neerwaartse trend om te zetten in een stijging. In 2018 liet 82,0 % van de melkveehouders de koeien in de minimaal voorgeschreven weidegang grazen om in aanmerking te komen voor het label 'Weidegang'. In 2020 was dit 83,7 %, een toename van ongeveer 114.000 melkkoeien. Dit is in 2021 gestegen tot 84,0 procent.

## Weidesystemen
De manier waarop boeren de wei gebruiken kan verschillen, een aantal veel in Nederland voorkomende weidesystemen :
- Standweiden
- Omweiden
- Rantsoenbeweiding
- Stripweiden
- Roterend standweiden

### Standweiden
Bij standweiden wordt al het vee in één groot perceel te weiden. De klassieke vorm van standweiden, met 1-2 koeien per hectare, komt (in Nederland) nog maar weinig voor. Door het geringe aantal koeien per hectare is er sprake van een laag bemestingsniveau waardoor er variatie in groei kan ontstaan. In de moderne variant van standweiden wordt het aanbieden van een te ruime hoeveelheid grasland voorkomen door het perceel in meerdere percelen op te delen die afwisselend worden beweid en gemaaid. Het aantal koeien per hectare is hierdoor ook hoger, waardoor er sprake is van een 'normale' bemesting. 

### Omweiden
Bij deze vorm van beweiding wisselt het vee ongeveer elke 4 dagen van perceel. De oppervlakte van het perceel wordt daarbij afgestemd op het aantal melkkoeien, de gewenste hoeveelheid grasopname per koe en de bijvoeding op stal met ruwvoer en krachtvoer. De percelen hebben altijd een vaste oppervlakte. Nadeel van deze benadering is dat de melkproductie wisselt, de eerste dag in het perceel geven de koeien meer melk dan op de laatste dag. Daarnaast is deze vorm van beweiden het meest geschikt bij een lage veebezetting op de huiskavel.

### Rantsoenweiden
Bij deze vorm van beweiden is er geen sprake van vaste percelen. Elke of meerdere keren per dag wordt er, op basis van behoefte, binnen het perceel een nieuwe strook gras toegevoegd aan het beweide gedeelte van de vorige dag. Eigenlijk is het een vorm van omweiden, alleen krijgt het vee het perceel niet in een keer maar in gedeeltes. 

### Stripweiden
Stripweiden is een variant op het rantsoenweiden. In tegenstelling tot rantsoenweiden wordt de nieuwe strip gras niet toegevoegd aan het beweide gedeelte van de vorige dag. In plaats daarvan heeft het vee enkel toegang tot de nieuwe strook gras. 

### Roterend Standweiden / Nieuw Nederlands Weiden
De hierboven beschreven beweidingssystemen met de beste grasopname en -benutting vereisen relatief veel arbeid. Daarom heeft men een systeem bedacht dat zowel de grasopname en -benutting bevorderd maar tegelijk weinig arbeid vereist. Met roterend standweiden wordt de huiskavel in een aantal gelijke percelen opgedeeld. Een aantal percelen wordt gekozen om te weiden, het weideplatform, overige percelen worden enkel voor het maaien gebruikt, het maaiplatform. Het vee graast elke dag in een nieuw perceel binnen het weideplatform. Het vee beweegt in rondjes, dus na een aantal dagen zijn ze dan weer terug in het perceel van de eerste dag. Nadat het maaiplatform gemaaid is wisselen de platformen, zodat het weideplatform doorgroeit tot een maaisnede en het maaiplatform dienst gaat doen voor de beweiding. Deze wisseling zal ongeveer elke 4 tot 6 weken plaats vinden   .

## Meer volledige weidegang
Veehouders kunnen twee vormen van weidegang op hun bedrijf toepassen: volledige weidegang, waarbij de koeien ten minste 120 dagen zes uur per dag buiten lopen, of deelweidegang, waarbij minimaal een kwart van de veestapel buiten komt. Vooral het aandeel bedrijven die alle koeien buiten laten lopen, is toegenomen. Het aandeel volledige weidegang nam in 2021 toe naar 77,9 procent (2020: 77,5 procent). Het aandeel deelweiden nam af naar 6,1 procent. Vanaf 2015 is weidegang regelmatig in de Tweede Kamer behandeld. Dit naar aanleiding van de Initiatiefnota Wei voor de koe, waarmee de politieke partijen SP, GroenLinks en D66 pleitten voor een verplichting van weidegang. In 2018 is over deze motie gestemd, waarbij het merendeel tegen was. Volgens Landbouwminister Carola Schouten haalt de melkveehouderij de doelstelling voor weidegang, waarmee wettelijke verplichting van weidegang niet nodig lijkt.
Er zijn diverse vormen van weidegang, afhankelijk van bijvoorbeeld het tijdstip en de tijdsduur waarop koeien geweid worden, het type dieren (jongvee, droge koeien, melkgevende koeien) dat weidegang geboden wordt, of het type graslandmanagement (stripgrazen, standweiden) dat wordt toegepast.
Melkverwerkers stimuleren hun melkveehouders in veel gevallen om weidegang toe te passen, om er bijvoorbeeld punten mee te verdienen in duurzaamheidsprogramma's. De meeste Nederlandse melkverwerkers bieden hun boeren een weidepremie als ze hun melkgevende koeien minstens 120 dagen per jaar en minimaal zes uur per dag in de wei laten grazen, volgens de normen van Stichting Weidegang. In sommige gevallen wordt ook voor deelweidegang, waarbij minimaal 25% van de koppel minimaal 120 dagen per jaar moet worden geweid, een premie uitgereikt. Bij biologische melkveehouders gaan de koeien zo veel als mogelijk naar buiten en komen ze alleen binnen als dit echt nodig is. Daarnaast hebben koeien die biologische melk produceren meer ruimte in de stal, zijn hun weiden vrij van kunstmest en chemische bestrijdingsmiddelen en krijgen ze enkel biologisch geteeld veevoer.

## Weidemelk
In 2007 hebben de twee grootste zuivelcoöperaties, Campina en Friesland Foods, weidemelk op de markt gebracht om weidegang van koeien in Nederland te stimuleren en producten gemaakt van weidemelk herkenbaar te maken. Weidemelk is melk afkomstig van boerderijen waar de koeien van het voorjaar tot in het najaar ten minste 120 dagen per jaar, minimaal 6 uur per dag in de wei lopen. Het weidemelklabel geeft aan dat zuivelproducten gemaakt zijn van weidemelk. In 2012 is het weidemelklogo overgedragen aan Stichting Weidegang. Sindsdien kunnen alle zuivelondernemingen en food-retailers gebruik maken van dit label. Vanaf 2016 is het ook beschikbaar voor buiten Nederland geproduceerde zuivelproducten.
Melk van bedrijven waar de koeien geweid worden, wordt apart opgehaald. De Stichting Weidegang waarborgt het productieproces, het transport en de verwerking van weidemelk.
Producten met het weidemelklogo zijn inmiddels te koop in Nederland, België, Duitsland, Frankrijk, Verenigd Koninkrijk, Denemarken, Zweden, Spanje, Italië, Oostenrijk, Tsjechië, Slovakije, Roemenië, Bulgarije, Servië en Kroatië. In Nederland zijn producten uit vrijwel het hele zuivelassortiment met weidegarantie beschikbaar. Bovendien zijn producten als tosti’s, belegde broodjes en vleesvervangers geïntroduceerd, waarvoor weidemelk deels of geheel aan de basis ervan ligt. Ook in Duitsland en België maakt weidemelk een opmars door. Eind 2017 waren er in Nederland 93 bedrijven gecertificeerd die zuivel verwerken (gezamenlijk borgen zij de weidegang van ongeveer 14.000 melkveebedrijven in Nederland van de circa 18.000 in totaal). Daarnaast waren er in 2017 zeven zuivelverwerkende bedrijven in België, zes in Duitsland en één in Frankrijk volgens het weidemelkschema van de stichting gecertificeerd om weidezuivel te produceren.